# Storfallbergstjärnen
Storfallbergstjärnen är en sjö i Ludvika kommun i Dalarna och ingår i Norrströms huvudavrinningsområde. Sjön har en area på 0,09 kvadratkilometer och ligger 282,5 meter över havet.

## Delavrinningsområde
Storfallbergstjärnen ingår i det delavrinningsområde (668533-145879) som SMHI kallar för Utloppet av Saxen. Medelhöjden är 239 meter över havet och ytan är 38,3 kvadratkilometer. Räknas de 2 avrinningsområdena uppströms in blir den ackumulerade arean 89,38 kvadratkilometer. Saxhyttån som avvattnar avrinningsområdet har biflödesordning 5, vilket innebär att vattnet flödar genom totalt 5 vattendrag innan det når havet efter 278 kilometer. Avrinningsområdet består mestadels av skog (78 procent). Avrinningsområdet har 1,63 kvadratkilometer vattenytor vilket ger det en sjöprocent på 4,3 procent.